# Ямальский район
Яма́льский район (нен. Я'мал район) — административно-территориальная единица (район) и муниципальное образование (муниципальный округ, с 2005 до 2021 годы — муниципальный район) в составе Ямало-Ненецкого автономного округа Российской Федерации. Географически соответствует полуострову Ямал.
Административный центр — село Яр-Сале.

## Название
Название полуострова Ямал, давшего имя району и всему автономному округу, в переводе с ненецкого означает «край земли».

## География
Ямальский район расположен в северо-западной части Ямало-Ненецкого автономного округа. На востоке он граничит с Тазовским районом, на юге (через Обскую губу) — с Надымским районом, на юго-западе — с Приуральским районом, на западе и севере граница проходит по смежеству с акваторией Байдарацкой губы и Карского моря.
В границах Ямальского района помимо полуострова Ямал вместе с прилегающей акваторией Карского моря, Байдарацкой и Обской губ, рек Обь (Надымская Обь) и Хаманельская Обь, также входят земли на правобережье Оби в окрестностях села Салемал и к югу от него. Помимо этого к району относится крупнейший по площади в автономном округе остров Белый, а также многочисленные другие острова: Литке, Нгонярцо и Полумесяц в Байдарацкой губе, острова Шараповы Кошки в заливе Шарапов Шар и собственно острова в дельте Оби и прочие.
Площадь Ямальского района составляет 148 726,53 км², что составляет около 20,5 % территории ЯНАО. По площади среди районов автономного округа Ямальский район уступает лишь Тазовскому району. Тем не менее, Ямальский регион крупнее по площади 58 из 85 регионов России.

## История
10 декабря 1930 года постановлением ВЦИК образован Ямало-Ненецкий национальный округ и в его составе Ямальский район.
- 4 июня 1946 г. Нейтинский и Тамбейский сельсоветы вновь вошли в состав Ямальского района.
- 27 ноября 1947 г. упразднены Тамбейский и Тиутейский сельсоветы, как фактически не существующие.
- 8 января 1959 г. Юрибейский сельсовет упразднён как фактически не существующий.
- 5 ноября 1965 г. Пуйковский сельсовет переименован в Салемальский.
- 11 февраля 1971 г. Яптиксалинский сельсовет переименован в Мыскаменский.
- 12 октября 1976 г. образован Панаевский сельсовет. Нейтинский сельсовет переименован в Сеяхинский, Южно-Ямальский — в Новопортовский.
- 27 октября 1989 г. образован Яптик-Салинский сельсовет.
- 4 октября 1994 г. Яптик-Салинский сельсовет упразднён. Территория передана Мыскаменскому сельсовету.
- 28 декабря 1998 г. утвержден герб Ямальского района.

## Население
| 1934    | 1939    | 1959    | 1970    | 1979    | 1989    | 2002    |
| ------- | ------- | ------- | ------- | ------- | ------- | ------- |
| 8840    | ↘8430   | ↘8245   | ↗9727   | ↗12 641 | ↗15 029 | ↘14 918 |
| 2009    | 2010    | 2011    | 2012    | 2013    | 2014    | 2015    |
| ↗16 343 | ↘16 310 | ↗16 365 | ↘16 352 | ↗16 461 | ↘16 412 | ↗16 464 |
| 2016    | 2017    | 2018    | 2019    | 2020    | 2021    |         |
| ↗16 564 | ↗16 692 | ↗16 779 | ↗16 945 | ↗16 990 | ↘16 067 |         |

Население района — около 17 тысяч человек, из которых более 10 тысяч — представители коренных малочисленных народов Севера. Около 40 % жителей района заняты в оленеводстве и ведут традиционный кочевой образ жизни. Демографическая ситуация в районе характеризуется увеличением населения за счёт естественного прироста (около 10 человек на 1000 населения), продолжающимся ростом рождаемости, в том числе и среди коренных малочисленных народов Севера. Данное явление свидетельствует о создании в районе необходимых условий для сохранения традиционных отраслей хозяйствования, а также успешно решаются социальные проблемы коренных малочисленных народов.
Часть населения являются кочевниками и живут вне населённых пунктов.

### Национальный состав
| Национальность | Численность (чел.) | % от всего | % от указавших |
| -------------- | ------------------ | ---------- | -------------- |
| Ненцы          | 9964               | 61,09%     | 64,40%         |
| Русские        | 3478               | 21,32%     | 22,48%         |
| Татары         | 443                | 2,72%      | 2,86%          |
| Украинцы       | 365                | 2,24%      | 2,36%          |
| Ханты          | 336                | 2,06%      | 2,17%          |
| Калмыки        | 103                | 0,63%      | 0,67%          |
| Марийцы        | 97                 | 0,59%      | 0,63%          |
| Киргизы        | 89                 | 0,55%      | 0,58%          |
| Коми           | 65                 | 0,40%      | 0,42%          |
| Белорусы       | 64                 | 0,39%      | 0,41%          |
| Карачаевцы     | 64                 | 0,39%      | 0,41%          |
| Ногайцы        | 55                 | 0,34%      | 0,36%          |
| Другие         | 350                | 2,15%      | 2,26%          |
| Указали        | 15473              | 94,87%     | 100,00%        |
| Не указали     | 837                | 5,13%      |                |
| Всего          | 16310              | 100,00%    |                |

| По данным переписи населения 1939 года | По данным переписи населения 1939 года           | По данным переписи населения 1939 года           | По данным переписи населения 1939 года           | По данным переписи населения 1939 года           |
| Национальность                         | Численность в районе (населенном пункте/острове) | Численность в районе (населенном пункте/острове) | Численность в районе (населенном пункте/острове) | Численность в районе (населенном пункте/острове) |
| Национальность                         | весь район                                       | с. Яр-Сале (рц)                                  | прочие села                                      | остров Белый                                     |
| -------------------------------------- | ------------------------------------------------ | ------------------------------------------------ | ------------------------------------------------ | ------------------------------------------------ |
| Всего                                  | 8.430                                            | 878                                              | 7.488                                            | 64                                               |
| Ненцы                                  | 5.273                                            | 106                                              | 5.116                                            | 51                                               |
| Русские                                | 2.337                                            | 632                                              | 1.694                                            | 11                                               |
| Ханты                                  | 246                                              | 20                                               | 226                                              | 0                                                |
| Казахи                                 | 242                                              | 0                                                | 242                                              | 0                                                |
| Татары                                 | 189                                              | 88                                               | 101                                              | 0                                                |
| Коми                                   | 77                                               | 10                                               | 67                                               | 0                                                |
| Украинцы                               | 31                                               | 5                                                | 26                                               | 0                                                |
| Белорусы                               | 6                                                | 5                                                | 1                                                | 0                                                |
| Евреи                                  | 6                                                | 2                                                | 3                                                | 1                                                |
| Поляки                                 | 4                                                | 2                                                | 2                                                | 0                                                |
| Мордовцы                               | 3                                                | 2                                                | 1                                                | 0                                                |
| Чуваши                                 | 3                                                | 1                                                | 2                                                | 0                                                |
| Латыши                                 | 3                                                | 1                                                | 2                                                | 0                                                |
| Удмурты                                | 2                                                | 1                                                | 1                                                | 0                                                |
| Манси                                  | 2                                                | 1                                                | 1                                                | 0                                                |
| Эстонцы                                | 2                                                | 0                                                | 2                                                | 0                                                |
| Ойроты                                 | 1                                                | 0                                                | 1                                                | 0                                                |
| Грузины                                | 1                                                | 1                                                | 0                                                | 0                                                |
| Чехи                                   | 1                                                | 0                                                | 0                                                | 1                                                |
| Прочие национальности                  | 1                                                | 1                                                | 0                                                | 0                                                |

## Муниципальное устройство
В рамках организации местного самоуправления в границах района функционирует муниципальный округ Ямальский район.
Ранее в 2005—2021 гг. в существовавший в этот период муниципальный район входили шесть сельских поселений, а также межселенная территория:
| №        | Муниципальное образование | Административный центр | Количество населённых пунктов | Население (чел.) | Площадь (км²) |
| -------- | ------------------------- | ---------------------- | ----------------------------- | ---------------- | ------------- |
| 1e-06    | Сельское поселение        |                        |                               |                  |               |
| 1        | Мыс-Каменское             | село Мыс Каменный      | 2                             | ↘1340            | 28,98         |
| 2        | село Новый Порт           | село Новый Порт        | 1                             | ↘1633            | 25,28         |
| 3        | село Панаевск             | село Панаевск          | 1                             | ↘2084            | 7,38          |
| 4        | село Салемал              | село Салемал           | 1                             | ↘916             | 10,62         |
| 5        | село Сёяха                | село Сёяха             | 1                             | ↘2612            | 12,00         |
| 6        | Яр-Салинское              | село Яр-Сале           | 2                             | ↗7533            | 60,69         |
| 6.000002 | Межселенная территория    |                        |                               |                  |               |
| 6.000003 | межселенная территория    |                        | 2                             | ↘38              |               |

В 2021 году муниципальный район и все входившие в его состав поселения были упразднены и объединены в муниципальный округ.

## Населённые пункты
В район входят 9 сельских населённых пунктов:
| №  | Населённый пункт | Тип     | Население | Бывшее муниципальное образование |
| -- | ---------------- | ------- | --------- | -------------------------------- |
| 1  | Мыс Каменный     | село    | ↘971      | Мыс-Каменское                    |
| 2  | Новый Порт       | село    | ↘1633     | село Новый Порт                  |
| 3  | Панаевск         | село    | ↘2084     | село Панаевск                    |
| 4  | Порц-Яха         | деревня | ↘12       | межселенная территория           |
| 5  | Салемал          | село    | ↘916      | село Салемал                     |
| 6  | Сёяха            | село    | ↘2612     | село Сёяха                       |
| 7  | Сюнай-Сале       | посёлок | ↘437      | Яр-Салинское                     |
| 8  | Тамбей           | деревня | ↗34       | межселенная территория           |
| 9  | Яптик-Сале       | посёлок | ↘4        | Мыс-Каменское                    |
| 10 | Яр-Сале          | село    | ↗7410     | Яр-Салинское                     |

На территории района расположен также ряд вахтовых посёлков — Сабетта, Бованенково, Харасавэй и др., первый из которых имеет численность населения (хотя и непостоянного) больше, чем административный центр района и многие населённый пункты района и автономного округа.

### Упразднённые населённые пункты
В 2006 году в связи с прекращением существования были упразднены населённые пункты: посёлок Дровяной, сёла Мордыяха, Моррасале и Таркосале, деревня (посёлок) Сабетта и деревня Усть-Юрибей. В конце 2021 года упразднена деревня Порц-Яха.

## Традиционная хозяйственная деятельность
На территории полуострова Ямал выпасается более двухсот тысяч голов домашних оленей, осуществляют свою деятельность около 1000 оленеводческих хозяйств различных форм собственности. В 2002 году в районном центре — селе Яр-Сале — введен в действие убойно-перерабатывающий комплекс, сертифицированный по нормам Евросоюза, оснащённый современным высокотехнологичным оборудованием. Цель его создания — содействие вхождению традиционной отрасли северного хозяйствования в рыночную экономику, повышение качества оленеводческой продукции до уровня европейских стандартов. Производственная мощность объекта позволяет обслуживать большинство действующих на территории полуострова оленеводческих хозяйств. Предприятие выпускает более 60 наименований деликатесной продукции из мяса оленины, которое обладает высокими диетическими качествами. Продукция «Ямальских оленей» — копчености, колбасные изделия, тушёнка — уже неоднократно представлялась на российских и международных конкурсах и выставках-ярмарках, где удостаивалась почетных наград.
Развито озёрное и речное рыболовство, а также сезонный лов вдоль побережий Карского моря и Обской губы

## Транспорт
Полуостров Ямал отличается достаточно низкой развитостью транспортной инфраструктуры. Масштабное промышленное освоение региона невозможно без соответствующего развития авиационного и железнодорожного сообщения. В настоящее время доставка значительного объёма грузов на Ямал осуществляется морским транспортом в период летней навигации через порт Харасавэй (71°05′33″ с. ш. 66°48′16″ в. д.).
Для обеспечения возможности круглогодичных грузопассажирских перевозок на полуостров Ямал сооружена самая северная из действующих железных дорог в мире новая железнодорожная линия «Обская — Бованенково» протяженностью 525 км, которую планируется продлить до Сабетты.
В районе имеется два грузопассажирских аэропорта — международный аэропорт федерального значения Сабетта и корпоративный аэропорт Бованенково при одноимённом месторождении.

## Культура и образование
В районе имеется 8 дошкольных образовательных учреждений, 8 общеобразовательных школ. Также имеется краеведческий музей, 8 культурно-досуговых учреждений, 9 библиотек.